# شكيب الجيوسي
شكيب سليمان عادل الجيوسي (أبو المأمون؛ 1916 – 8 فبراير 1985) سياسي وحقوقي وقاضي وبرلماني ورجل دولة فلسطيني، وُلِدَ ونشأ في مدينة طولكرم الفلسطينية، يُعد من شخصيات الحركة الوطنية الفلسطينية في القرن العشرين، ولعب دورًا في الحياة السياسية الفلسطينية والأردنية، وتولى عددًا من المناصب العامة في فلسطين والأردن والبحرين، وكان عضوًا في مجلس النواب الأردني عامي 1962 و1963، وعضوًا في المجلس الوطني الفلسطيني لا سيما المجلس الأول عام 1964 الذي أُعلِنَ فيه عن تأسيس منظمة التحرير الفلسطينية.

## سيرته
وُلِدَ شكيب سليمان عادل الجيوسي عام 1916 في مدينة طولكرم بفلسطين، وتلقى تعليمه الابتدائي والإعدادي في مدارس المدينة، ثم واصل تعليمه الثانوي في كلية تراسنطة في القدس حيث أنهى فيها دراسته الثانوية، ودرس بعد ذلك الحقوق في معهد الحقوق الفلسطيني بالقدس، وأسس في القدس عام 1935 "جمعية خريجي كلية تراسنطة" وتولى رئاستها، وخلال دراسته في معهد الحقوق اُنتخب في 10 ديسمبر 1936 عضوًا في لجنة طلاب المعهد برفقة يحيى حمودة وآخرين وهي هيئة طلابية مهمتها الدفاع عن حقوق ومطالب طلبة المعهد.
بعد تخرجه من معهد الحقوق وحصوله على شهادة الدبلوم في الحقوق، فقد عاد إلى مدينته طولكرم وعمل فيها محاميًا وكان أحد أبرز المحامين في المدينة، ومع بداية الإدارة الأردنية للضفة الغربية عام 1950 انضم إلى سلك القضاء الأردني عندما عينه الملك الأردني عبد الله الأول بن الحسين في 17 أغسطس 1950 حاكمًا للصلح في بيت لحم، ثم تولى عدة مناصب قضائية خلال فترة الخمسينات كان منها رئيسًا لمحكمة بداية نابلس، ثم قاضيًا لمحكمة تسوية الأراضي، وفي 5 سبتمبر 1961 استقال من سلك القضاء.
في 27 نوفمبر 1962 اُنتُخِبَ عضوًا في مجلس النواب الأردني السابع عن طولكرم واستمر في ذلك حتى 21 أبريل 1963 حيث حُل المجلس، ليكون بذلك عضوًا في مجلس الأمة الأردني، وقد كان خلال وجوده في مجلس النواب الأردني عضوًا في اللجنة القانونية للمجلس.
شارك في المؤتمر الفلسطيني الأول الذي عقد في القدس بتاريخ 28 مايو 1964 برعاية الملك الأردني الحسين بن طلال وبمشاركة كافة الدول العربية على مستوى وزراء خارجية، فكان عضوًا في أول برلمان وطني فلسطيني بعد النكبة الذي عرف باسم المجلس الوطني الفلسطيني والذي أُعلِنَ فيه عن تأسيس منظمة التحرير الفلسطينية، وكان أحد الموقعين على الميثاق الوطني الفلسطيني.
وكان عضوًا في الدورة الثانية للمجلس الوطني الفلسطيني التي عقدت في القاهرة في 4 يونيو 1965 حيث شارك فيها، وقد حضر جلسة افتتاحها الرئيس المصري جمال عبد الناصر، واختير في هذه الدورة الجيوسي عضوًا في اللجنتين السياسية والقانونية للمجلس، وقد استمرت مدة الولاية القانونية لهذه الدورة حتى 20 مايو 1966.
ثم أصبح الجيوسي بعد ذلك عضوًا في الدورة الثالثة للمجلس الوطني الفلسطيني التي شارك فيها، والتي عقدت في غزة في 20 مايو 1966، واستمرت فترة ولايتها القانونية حتى 10 يوليو 1968.
استمر طيلة فترة الستينات بالعمل محاميًا في مدينة طولكرم حتى اندلاع حرب النكسة عام 1967 حيث انتقل إلى البحرين ليعمل قاضيًا فيها، فكان صاحب الفضل في تأسيس وتطوير الجهاز القضائي في البحرين، وأسس محاكم العدل العليا هناك وعمل قاضيًا للمحكمة العليا، كما كان عضوًا في هيئة المحكمة الكبرى المدنية هناك، واختارته البحرين عام 1976 ليكون عضوًا في هيئة محاكمة قاتلي الشيخ البحريني عبد الله المدني وهي القضية المعقدة التي أثارت الرأي العام البحريني ذلك الوقت، وخلال مدة وجوده بالبحرين فقد منحته البحرين جنسيتها، وفي عام 1984 انتقل للإقامة إلى العاصمة الأردنية عمّان التي بقي فيها حتى وفاته عام 1985.

## حياته الشخصية
الجيوسي مُتزوج، وله أربعة أولاد وهم (مأمون، سليمان، عادل، مازن) وخمسة بنات وهم (مها، سعاد، سامية، سهير، سناء).

## وفاته
تُوفي شكيب الجيوسي في صباح يوم الجمعة 8 فبراير 1985 في مستشفى الجامعة الأردنية في العاصمة الأردنية عمّان، عن عمرٍ 69 عامًا، وشيع جثمانه في يوم السبت 9 فبراير 1985 بعد صلاة العصر عليه في مسجد كلية الشريعة في جبل اللويبدة بالعاصمة عمّان، ودُفِنَ في المقبرة الإسلامية في سحاب.
نعاه كبار المسؤولين في فلسطين والأردن على رأسهم رئيس مجلس النواب الأردني عاكف الفايز وآخرين.

## وصلات خارجية
- عن شكيب الجيوسي، موقع مجلس النواب الأردني.

- صورة: شكيب الجيوسي برفقة سليمان النابلسي ومحمد الخشمان وعلي مسمار وياسر عمرو ونجيب ارشيدات، في مجلس النواب الأردني عام 1963، أرشيف المتحف الفلسطيني.

- صورة: شكيب الجيوسي وزملاؤه في مجلس النواب الأردني عام 1963، أرشيف المتحف الفلسطيني.